# سين 2 (برنامج)
سين 2 هو الجزء الثاني من برنامج سين الذي يقدمه أحمد الشقيري، وبدأ عرضه خلال شهر رمضان 1444هـ الموافق للعام 2023م. يتم عرض حلقات البرنامج يوميًا على قناة إم بي سي ومنصة شاهد وعلى قناة أرام على اليوتيوب.

## فكرة البرنامج
يناقش الشقيري في البرنامج عبر حلقاته أحداثاً كثيرة مثل كأس العالم 2022، كما يقوم بجولة حول مناطق مختلفة من العالم في 13 دولة، مستكشفاً أطول شلال داخلي في العالم، وأطول جهاز لتصنيع السيارات في إفريقيا، وأطول خطوط إنتاج الألمنيوم في العالم، وأكبر مزرعة عمودية في العالم. كما يقوم بالتعريف بمجالات التحسين في العالم العربي، والأمن الغذائي، وأهمية الضحك للإنسان، ورجال الإنقاذ خلف الكواليس، والأشجار والتشجير، وقطاع الطيران، والمعضلات الفكرية.

## أغنية الشارة
كلمات الشارة للبرنامج مشابهة لكلمات الشارة في الموسم الاول من برنامج سين عام 2021، ولكن تم اذاىها من اربعة اشخاص تتابعت اصواتهم في البرانامج على مدار الحلقات الموسم وهمː
- الغناء
  - عبد الفتاح القريني
  - فهد الكبيسي[3]
  - زينة عماد [4]
  - عايض يوسف
  - تامر عاشور

- الالحانː عزيز الشافعي.
- الكلماتː احمد سليم حمدان

الكلمات 
من أجل الآتي من أجل الآتي ..
اليوم .. للكل يد في التغيير
نحن بأنتن وأنتم .. نحن بأنتن وأنتم .. كلنا بكبير وصغير
مجهودات تتوالى .. مشوار سهل لا لا لا .. لن يخلو من عثرات
بشر تلك طبيعتنا اخطاء ستعلمنا .. لنحسن ما هو آت ..
فاسأل نفسك واطرح سين .. ما دورك في التحسين .. ما دورك في التحسين
فاسأل نفسك واطرح سين .. ما دورك في التحسين .. ما دورك في التحسين
ما نفعله ليس بحلم أو تنظير انظر حولك فالتغيير أصبح واقعنا فتغير..
ما نفعله أنا ندعو لغد افضل .. ان لا نتشائم بل نعمل انك في الأمرين مخير
فاسأل نفسك واطرح سين .. ما دورك في التحسين .. ما دورك في التحسين
فاسأل نفسك واطرح سين .. ما دورك في التحسين .. ما دورك في التحسين

## الحلقات
| ر الحلقة | عنوان الحلقة                           | مدة الحلقة (دقيقة) | ت العرض 1444 هـ | ت العرض 2023 م | رابط اليوتيوب |
| --- | -------------------------------------- | ------------------ | --------------- | -------------- | ------------- |
| 1 | تعريف بالبرنامج                        |                    | 1 رمضان         | 23 مارس        | [ 7 ]         |
| |                                        |                    |                 |                |               |
| 2 | صناعات العرب                           |                    | 2 رمضان         | 24 مارس        | [ 8 ]         |
| الصناعات السعودية التقنية مثل الألواح الشمسية. صناعة السيارات الأوروبية في المغرب |                                        |                    |                 |                |               |
| 3 | الأمن الغذائي                          |                    | 3 رمضان         | 25 مارس        | [ 9 ]         |
| |                                        |                    |                 |                |               |
| 4 | أنبل المهن                             |                    | 4 رمضان         | 26 مارس        | [ 10 ]        |
| تتحدث الحلقة عن الدفاع المدني السعودي وأعماله المتعددة، ضمن برامج التدريب المتعددة في أماكن تدريب مجهزة بالكامل، والمخاطر المتعددة التي يتعرض لها الأفراد في الدفاع المدني خلال الأعمال اليومية التي يقومون بها. |                                        |                    |                 |                |               |
| 5 | أنهار السعودية                         | 28 د               | 5 رمضان         | 27 مارس        | [ 11 ]        |
| لقاء مع الهيئة السعودية للمياه وتوضيح لعملية التحلية ضمن تقنية التناضح العكسي التي توفر نسبة عالية من الطاقة وتحتفظ بالمعادن والاملاح الموجودة بالمياه وتقليل المياه المهدرة. وطريقة نقل المياه المحلاه عبر انابيب من صناعة محلية، وفحوص المياه لحفص التحلية الكاملة. وتاريخ المياه في جدة والمشقة في الحصول على المياه وحديث عن وقف عين العزيزية في جدة. ومركز الابتكار لتحلية المياه، ومركز التدريب. |                                        |                    |                 |                |               |
| 6 | "911"                                  |                    | 6 رمضان         | 28 مارس        | [ 14 ]        |
| |                                        |                    |                 |                |               |
| 7 | كأس العالم                             |                    | 7 رمضان         | 29 مارس        | [ 15 ]        |
| |                                        |                    |                 |                |               |
| 8 | الجودة                                 |                    | 8 رمضان         | 30 مارس        | [ 16 ]        |
| |                                        |                    |                 |                |               |
| 9 | أيسلندا - التنمية                      |                    | 9 رمضان         | 31 مارس        | [ 17 ]        |
| تاريخ ايسلندا وطريقها للنهضة عب رالاب الروحي لها يون سيغوردسون. مع عرض لتاريخ آيسلندا الحديث والتنمية فيها في متحف أيسلندا الوطني. |                                        |                    |                 |                |               |
| 10 | الصندوق السيادي                        | 26 دقيقة           | 10 رمضان        | 1 ابريل        | [ 18 ]        |
| تتحدث الحلقة عن الاستثمار في الشركات الكبرى عبر صناديق الثروة السيادية في مختلف الدول مثل صندوق الاستثمارات السعودي وصندوق الاستثمار النرويجي وصندوق الاستقرار الاقتصادي والاجتماعي في تشيلي وبناء المدن الذكية مثل ذا لاين وشركة سابك |                                        |                    |                 |                |               |
| 11 | الجمل - شريك العرب                     |                    | 11 رمضان        | 2 ابريل        | [ 19 ]        |
| حول الإبل وأهيتها للعرب منذ الزمن القديم و مهرجان الملك عبد العزيز للإبل 4 والتعامل مع جلود الإبل المذبوحة لماركة تجارية. والاستفادة من حليب الإبل في تصنيعه وتعليبه وترويجه في السوق العربي والعالمي. |                                        |                    |                 |                |               |
| 12 | الشباب ثروة - آيسلندا                  |                    | 12 رمضان        | 3 ابريل        |               |
| |                                        |                    |                 |                |               |
| 13 | زحمة من النعم                          |                    | 13 رمضان        | 4 ابريل        |               |
| |                                        |                    |                 |                |               |
| 14 | العطاء                                 | 24 دقيقة           | 14 رمضان        | 5 ابريل        | [ 21 ]        |
| الحديث حول أعمال التطوع والعطاء مثل منصة إحسان والتبرع من أجل ترميم المنازل وزراعة القوقعة للأطفال وإجراء عمليات الشفة الأرنبية عبر Operation Smile [الإنجليزية] |                                        |                    |                 |                |               |
| 15 | الطيران                                | 29 دقيقة           | 15 رمضان        | 6 ابريل        | [ 22 ]        |
| الحديث عن تاريخ الطيران وبدايات شركة بوينغ، وأهميته في قطاع التوظيف خاصة في المغرب ، وعملية التصنيع التي تتم في دول كثيرة منها الإمارات التي تصنع ذيل طائرة البوينغ (شركة ستراتا)، ومادة ألياف الكربون. مع عرض نموذج طائرة بوينغ عام 1933، ونعمة الطيران اليوم من توفير للوقت والجهد والمال مقارنة ب1933. والحديث عن تكريب الطيران المدني في كلية الأمير سلطان لعلوم الطيران. |                                        |                    |                 |                |               |
| 16 | الاشجار                                | 28                 | 16 رمضان        | 7 ابريل        | [ 25 ]        |
| الأشجار في مدينة الرياض، برنامج الرياض الخضراء. وتجربة سنغافورة في الزراعة، ومجلس المتنزهات الوطنية في سنغافورة. وخطة زراعة مليون شجرة حتى عام 2030. وعرض حديقة دبي المعجزة. وعرض عن الهيئة السعودية للبيانات والذكاء الاصطناعي سدايا. يتحدث عن جودة الحياة وقياسها في ألمانيا كثرة الحدائق بها. والحديقة العلاجية في سنغافورة. برنامج الاستمطار في السعودية الذي يشرف عليه المركز الوطني للأرصاد الجوية |                                        |                    |                 |                |               |
| 17 | المستقبل                               |                    | 17 رمضان        | 8 ابريل        | [ 27 ]        |
| تتحدث عن التقنيات المستخدمة للذكاء الاصطناعي مثل البيع بدون أي كاشير في المراكز التسوق، والدفع باستخدام بصمة الوجه في كوريا الجنوبية. وتقنية يد القدرة التي تساعد من فقدوا اليد على تحسين ظروف حياتهم. والسيارة التي تراقب السائق ومعلومات الحيوية لتقليل الحوادث، والسيارة ذاتية القيادة. ويتم عرض تقنيات متحف المستقبل في دبي، وطريقة جلب الطاقة الشمسية من الفضاء إلى الأرض وأن يحل الروبوت مكان الإنسان في وظائف كثيرة مثل ملء الوقود والبناء والمطاعم (مثل فيلم أنا روبوت). وعرض نماذج من الوظائف القديمة التي كان يعمل بها الإنسان وتحولت إلى الآلات مثل ترتيب البولينغ والرادار والاتصال الدولي عبر بدالة الهاتف السنترال. كما تتحدث الحلقة عن تدوير الوظائف بسبب حلول الروبوت بدل الإنسان إلى وظائف ذات مهارات ورواتب أعلى. ولقاء مع شركة بيونيك الألمانية (حول هندسة إلكترونيات حيوية)، وشركة versaware التي تصنع وعاءً ذكيًا يعمل على حساب كافة المكونات والسعرات والمعادن في الأغذية التي توضع في الوعاء الذكي.                      |                                        |                    |                 |                |               |
| 18 | في بيتك                                | 30 د               | 18 رمضان        | 9 ابريل        | [ 31 ]        |
| تبدأ الحلقة بطريقة الدفع عبر أبل باي. وزيارة إلى الهيئة السعودية للبيانات والذكاء الاصطناعي سدايا والحديث عن الأمن السيبراني واختراق الهواتف والحواسيب. |                                        |                    |                 |                |               |
| 19 | الاختيارات واتخاذ القرار               | 25 د               | 19 رمضان        | 10 ابريل       | [ 32 ]        |
| اتخاذ القرار والعقل الجمعي وثقافة القطيع واختيارالأصدقاء الصحيح، وأثر المحيط وردة الفعل لما يحدث فيه على الفرد، والحديث عن ظاهرة فومو ثم طريقة اتخاذ القرار المناسب. |                                        |                    |                 |                |               |
| 20 | الوقاية خير من العلاج                  |                    | 20 رمضان        | 11 ابريل       | [ 33 ]        |
| أثر الفحوصات المبكرة على الفرد والمال والمجتمع، والعناية بالأسنان وأثره على الصحة الحياتية والنفسية والمالية، والوقاية من هشاشة العظام ، وجهاز التصوير بالرنين المغناطيسي MRI. وآلام حصوة الكلية ووجود مؤشرات لذلك منها شرب الماء ولون البول والتهابات البول الألم (درجة الألم). وأهمية التغذية الصحيحة في الوقاية من العديد من الأمراض.، وأهمية الفحص الدوري والمبكر للسرطان لتشخيصه في مراحله الأولى. |                                        |                    |                 |                |               |
| 21 | ألمانيا - المعجزة الاقتصادية الألمانية |                    | 21 رمضان        | 12 ابريل       | [ 34 ]        |
| تتحدث الحلقة عن المعجزة الاقتصادية الألمانية التي حدثت في ألمانيا بعد نهاية الحرب العالمية الثانية في منتصف الأربعينات، وكيف قام المستشار لودفيغ إيرهارت بالنهوض بألمانيا وقتها حتى تصل لما هي عليه الآن. كما تتحدث عن المتاحف التي توثق ثقافة التذكر للأخطاء السابقة مثل ثقافة العرق الآري التي تم توثيقها خلال حكم الحزب النازي في ألمانيا في الثلاثينات والأربعينات من القرن الماضي.البحث والتطوير في الشركات الألماينة واثره على جودة الصناعات الألمانية مثل السيارات (تحديدا مرسيدس وبي أم دبليو أم) يتحدث أيضا عن أهمية تغيير التعليم بما يتواءم مع الأهداف للنهضة مثل البعد عن العنصرية. وحول حادثة حرق الكتب في ألمانيا في القرن المنصرم، بحيث أصبحت من أقوى الدول في طباعة الكتب ونظام الجامعات المميز. |                                        |                    |                 |                |               |
| 22 | قرقر                                   |                    | 22 رمضان        | 13 ابريل       | [ 35 ]        |
| يتحدث الحلقة عن مواضيع متعددة ليكون اليوم للإنسان جميلا في خمسة نقاط ، مثل الاستحمام بالصباح في الماء البادر، ثم صلاة الفجر في المسجد، مع أهمية الاستيقاظ المبكر للانسان صحيا ونفسيا وماليا. ثم الحديث عن الرياضة وأهميتها للجسد والطاقة الايجابية والسعادة وافراز هرمونات السعادة. ثم الحديث عن الصدقة وأهميتها. ثم شرب القهوة وعلاقتها مع الصباح والحياة، والمتعة عند شربها. ثم ذكر موضع الاخلاق في عدم إيذاء الآخرين. وترك المكان نظيفا كما كان ومرتبا بقدر الإمكان. ثم الحديث عن تأثير المعلم على الطالب خاصة المرحلة الابتدائية. السلام الداخلي، وأن التعامل مع المشاكل يعتمد على السلام الداخلي للإنسان أكثر من التعقيد في المشكلة (E ̟ O = R) (البيئة̟ رد الفعل= النتيجة) (تناغم بين العقل والقلب والنفس). الفصل والتوازن بين الحياة والعمل. ثم الحديث عن فوائد المشي وأثره على السعادة والراحة. وأهمية الصداقة والمواقف. الحديث عن الغرامات في سنغافورة (من خواطر 9) وفاكهة دوريان. وأهمية تدريب عضلة الذاكرة وتمارين الذاكرة لتقويتها. |                                        |                    |                 |                |               |
| 23 | مستقبل الأكل                           |                    | 23 رمضان        | 14 ابريل       | [ 39 ]        |
| الزراعة وتوفير الطعام واستخدام التقنية الحديثة بالزراعة مثل مونتموريلونيت liquid nanoclay لمكافحة التصحر والزراعة في الصحرا مثل البندورة والفراولة. كما يتم تطوير نماذج للزراعة في أجهزة داخل البيت للحصول على الفواكه والخضار طازجة (نموذج شركة ناتوفيا لزراعة المائية ). وأهمية التحول للزراعة العمودية المائية الذكية مع طرح مثال شركة بستانك للزراعة العمودية الذكية التي تستخدم الزراعة المائية وضوء الشمس بلا مبيدات أو أسمدة وتوفير مساحات زراعية. وإنتاج اللحوم بكل أنواعها عبر إنتاجها من الخلايا الجذعية للسمك أو الطيور أو الحيوان أو اللحوم البحرية عبر طريقة اللحوم المستزرعة Cultured meat. |                                        |                    |                 |                |               |
| 24 | معضلات فكرية Moral Dilemmas            |                    | 24 رمضان        | 15 ابريل       | [ 47 ]        |
| (مقدمة حول المعضلات الفكريةː إن المعضلة الفكرية للمجتمعات العربية-الإسلامية تعود في بعض أسبابها إلى نوعية التفكير وأنماطه وأدواته الذائعة بالمجتمعات العربية الحديثة، وهي مرتبطة أساسا بأصناف العقول التي تطبع وتنتج هذا النمط من التفكير وتضفي عليه حاكميةً على الاعتقاد والأداء)يتم عمل مجموعة وطرح معضلة مجتمعية ومعرفة قرار كل فرد مع السبب. ثم عرض انواع الفلسفة للتعامل مع المعضلات والمواقف وهيː فلسفة كانتية وفلسفة نفعية |                                        |                    |                 |                |               |
| 25 | المواصلات                              | 23 د               | 25 رمضان        | 16 ابريل       | [ 49 ]        |
| تبدأ الحلقة عن تاريخ حافلة لندن الشهيرة ذات الطابقين في متحف لندن للنقل [الإنجليزية] حيث يتم صناعة أجزاء من باص لندن في مصر عبر شركة MCV التي تأسست في مصر عام 1995. والحافلات الكهربائية في جدة. وأهمية الاستثمار في النقل للدولة والمجتمع والبيئة والمال. ينتقل للحديث عن مترو لندن ثم مترو القاهرة الكبرى وأثره على توفير الوقت والمال. وتجربة فراكفورت في محطات النقل. وعرض تجربة الخطوط الحديدية السعودية |                                        |                    |                 |                |               |
| 26 | إنتاج وليس فقط استهلاك                 | 26د                | 26 رمضان        | 17 ابريل       | [ 53 ]        |
| عرض التجارب العربية في الصناعات الثقيلة، وعرض فوائد الاستمار بها ووجودها من حيث التوظيف والتدريب والابتكار والتسويق. اولها شركة الزامل للحديد والزامل للصناعات البحرية لصناعة السفن والزوارق والقوارب مع وجود تقنيات جديدة في العمل منها لحام الألمنيوم وعرض اثر الثورة الصناعية على الدول الاوروبية والولايات المتحدة في نهضتها الحالية ثانيا شركة ألبا "المنيوم البحرين" التي بدأت العمل عام 1971. شركة نافكو لصناعة مطافئ الحريق والمطافي الثقيلة |                                        |                    |                 |                |               |
| 27 | الضحك                                  | 23                 | 27 رمضان        | 18 ابريل       | [ 56 ]        |
| الضحك معدي، ينتقل بين الناس. تغيير التواصل مع الاخرين من الجدية والنظريت، الى المزاح والضحك في العمل لتفريغ الطاقة السلبية. وانالطفل يتعلم الضحك من اول ثلاثة شهور في حياته لانه فطري. واثر الضحك الايجاب على الصحة. واثر الضحك على تغيير الاشخاص للجانب الايجابي في حياتهم. طبيا تم عمل تخطيط كربة الدماغ لمعرفة اثرالتوتر و الضحك على الدماغ. وجود تخصص البهلوان الطبي لتقليل توتر المرضى (خاصة الاطفال) في المشافي. حيث ان الضحك والبكاء نعمة من الله سبحانه وتعالي لقوله تعالي( وَأَنَّهُ هُوَ أَضْحَكَ وَأَبْكَىٰ) النجم (43). مع احترام خصوصية الاخرين وان لا يكون هناك اي تنمر او سخرية من الاخرين. الصبر مفتاح الفرج، والضحك مفتاح الصبر. |                                        |                    |                 |                |               |
| 28 | خلف الكواليس                           | 30 د               | 28 رمضان        | 19 ابريل       | [ 58 ]        |
| |                                        |                    |                 |                |               |
| 29 | مقاطع لم تعرض                          | 30 د               | 29 رمضان        | 20 ابريل       |               |
| تم عرض بعض المقاطع التي لم تعرض في الحلقات السابقة منها صناعة الفخار في المغرب |                                        |                    |                 |                |               |